# Albrecht van Schaumburg-Lippe

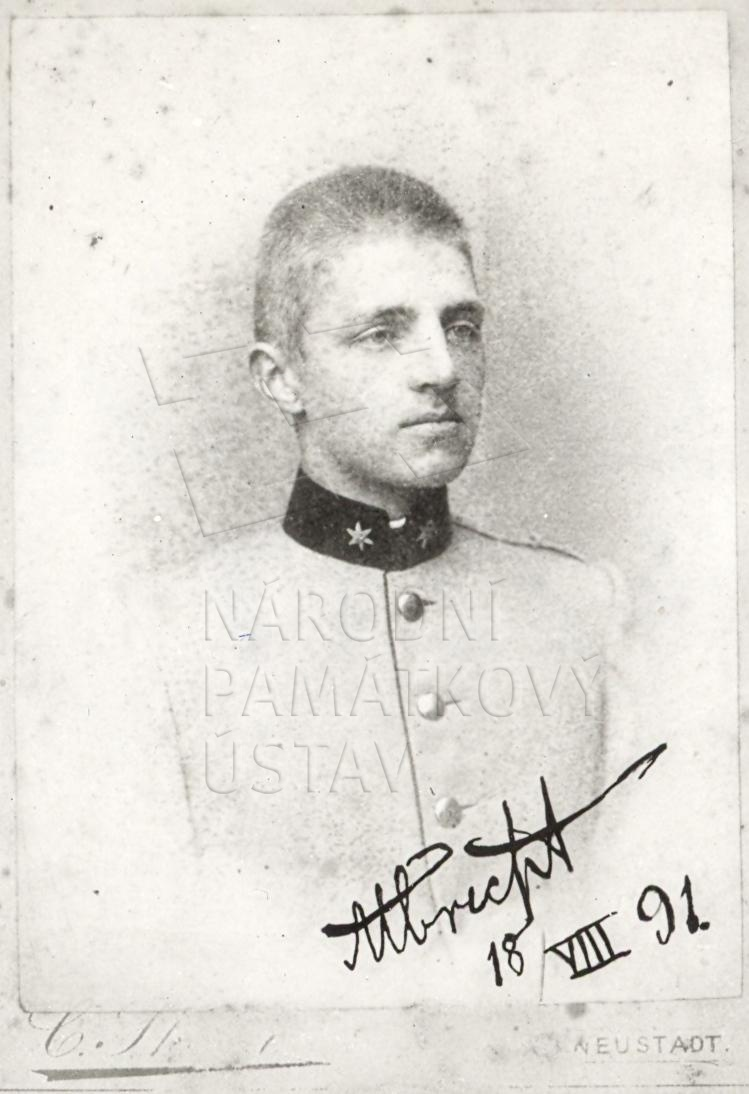
Albrecht van Schaumburg-Lippe

Albrecht van Schaumburg-Lippe (Racibórz, 24 oktober 1869 - 25 december 1942) was een prins uit het Huis Schaumburg-Lippe. 
Hij was het vierde kind en de derde zoon van prins Willem Karel van Schaumburg-Lippe en prinses Bathildis van Anhalt-Dessau. Zijn oudste zus Charlotte was als echtgenote van Willem II van Württemberg de laatste koningin van Württemberg. Zijn jongere zuster Bathildis trouwde met Frederik Adolf Herman van Waldeck-Pyrmont, een jongere broer van de Nederlandse koningin Emma van Waldeck-Pyrmont, en de moeder van de Waldeckse nazi-prins Jozias. 
Zelf trouwde Albrecht met hertogin Elsa van Württemberg, een dochter van hertog Eugenius en grootvorstin Vera Konstantinova van Rusland. Haar jongere tweelingzuster Olga, zou overigens trouwen met zijn jongere broer Maximiliaan.
Het paar kreeg de volgende kinderen:
- Max (1898-1974)
- Frans Jozef (1899-1963)
- Alexander (1901-1923)
- Bathildis (1903-1983)